# Jean-Baptiste de Ternant
Jean Baptiste de Ternant, né le 12 décembre 1751 à Damvillers dans la Meuse et mort le 15 novembre 1833 à Paris, est un militaire, diplomate et ambassadeur de France aux États-Unis de 1791 à 1793.
Il est lieutenant dans le corps royal des ingénieurs.
À partir de 1778 à Valley Forge, il sert comme sous-inspecteur de l'armée continentale,.
Après l'abolition de la monarchie, il est démis de son poste par les Girondins au pouvoir et remplacé par Edmond-Charles Genêt.
Le Parc national historique de l'indépendance possède un portrait à l'huile de Ternant peint par Charles Willson Peale en 1781.